# Lewinia mirifica
Lewinia mirifica е вид птица от семейство Rallidae.

## Разпространение
Видът е разпространен във Филипините.